# Владимировка (Сахновщинский район)
Владимировка (укр. Володимирівка) — село, Владимировский сельский совет, Сахновщинский район, Харьковская область.
Код КОАТУУ — 6324881501. Население по переписи 2001 года составляет 276 (140/136 м/ж) человек.
Является административным центром Владимировского сельского совета, в который, кроме того, входят сёла
Козырев,
Орельское и
Старовладимировка.

## Географическое положение
Село Владимировка расположено в 25 км от районного центра и в 12 км от железнодорожной станции Краснопавловка на линии Лихачево—Лозовая, находится на расстоянии в 3 км от реки Орелька (правый берег).
На расстоянии в 1 км расположено село Козырев.
Русло реки в этом месте частично используется под Канал Днепр — Донбасс.
По селу протекает пересыхающий ручей с несколькими запрудами.

## История
- 1914 — дата основания.
- Советская власть установлена в январе 1918 года. Многие жители села сражались на фронтах гражданской войны. Здесь имеется братская могила, в которой похоронены участники гражданской войны.
- В 1925 году создали коммуну им. Ворошилова. Её организатором был П. Н. Дегтярь.
- На фронтах Великой Отечественной войны и в партизанских отрядах против немецко-фашистских захватчиков сражались 67 жителей, 24 из них за мужество и храбрость награждены орденами и медалями СССР. 40 человек погибли за свободу и независимость Родины. В бою за освобождение села от гитлеровцев отдали жизнь 34 воина. На их братской могиле сооружен памятник.
- За самоотверженный труд 26 человек награждены орденами и медалями СССР. Звеньевая Е. Ф. Золотарь за получение высоких урожаев пшеницы в 1947 году удостоена звания Героя Социалистического Труда. Орденом Ленина награждены колхозницы Ф. Т. Аксюта и Г. А. Цыцоха, звеньевой Д. А. Крыжановский, бригадир Г. Г. Федорец, председатель колхоза С. И. Шаповал, орденом Октябрьской Революции — комбайнер В. Д. Аксюта.

## Достопримечательности
- Братская могила советских воинов. Похоронено 34 воина.